# Ramón Mifflin
Ramón Antonio Mifflin Páez (Lima, 5 de abril de 1947) é um ex-futebolista peruano que atuava como atacante.
Atuou pela Seleção Peruana de Futebol nas décadas de 1960 e 1970.

## Carreira
Começou a jogar futebol no Oratorio Magdalena, na cidade de Lima, onde chegou a atuar com Roberto Challe, Joaquín "Chamaco" Vera Tudela, e Héctor "Atómico" Bailetti dentre outros peruanos.
Alguns anos depois foi descoberto por Eugenio Castañeda e encaminhado para o Sporting Cristal. Lá, onde jogou entre 1966 e 1973, se sagrou Campeão Nacional de Futebol por 4 temporadas (1968, 1970, 1972 e 1979) além de ter jogado pela Seleção Peruana na Copa do Mundo de 1970, no México.
Entre 1974 e 1975, Mifflin jogou pelo Santos, ao lado de Pelé, Edu e Carlos Alberto Torres, entre outros. Mifflin jogou 34 partidas e marcou um gol pelo Peixe, e em sua curta passagem sagrou-se campeão do Torneio Laudo Natel, em 1975. Mifflin foi o 1º jogador peruano a atuar no Santos.
Depois de atuar pelo Peixe, Mifflin se reencontrou com Pelé no Cosmos. Lá, formou um belo esquadrão ao lado do Rei, Beckenbauer, Carlos Alberto Torres e Giorgio Chinaglia, entre outros. Em 1º de outubro de 1977, no jogo de despedida de Pelé pelo Cosmos, Mifflin marcou um dos gols do time norte-americano contra o Santos, na vitória por 2 a 1.
Depois ainda jogou por duas outras equipes dos Estados Unidos, o Los Angeles Aztecs e o New York Eagles, ambos em 1978.
Retornou ao Sporting Cristal para encerrar sua carreira, em 1981.

### Seleção Peruana
Começou jogando pelo país no Sulamericano juvenil de 1959, ao lado de companheiros como "El Loco" Seminario, Gómez Sánchez, "Toto’ Terry", Vides Mosquera, Miguel Loayza, entre outros. Empataram um jogo com o Brasil por 2 à 2, e venceram o Uruguai por 5 à 3.
Sua estreia na Seleção Peruana principal se deu em 4 de junho de 1966.
Com a Seleção Peruana esteve presente no Mundial de 1970, no México, time dirigido por Didi.
Fez sua despedida do time em 5 de agosto de 1973.

### Títulos
Sporting Cristal
- Campeonato Peruano: 1968, 1970, 1972 e 1979

Santos
- Torneio Laudo Natel: 1975

New York Cosmos
- NASL: 1977, 1978